# Louise Astoud-Trolley
Louise Astoud-Trolley (París, França, 1828-1884), va ser una artista pintora i escultora francesa.

## Biografia
Va formar part de l'alumnat del pintor Jean-Jacques Monanteuil.
Es va casar amb M. Trolley del que va prendre el cognom.
Assídua participant en els salons de París des de 1865 a 1878 amb escultures, busts i medallons. En el seu primer saló (1865) va presentar un medalló tallat en marbre, en el qual havia retratat a l'escultor Antoine-Augustin Préault (1809-1879).
En 1870 va realitzar un retrat d'Elie Sorin modelat en guix. Segons la Gazeta de Belles Arts d'aquest any Louise Astoud vivia en el número 64 de la rue Vaugirard
També va realitzar moltes pintures religioses i rèpliques dels originals per decorar els edificis religiosos o públics. Un exemple d'aquest tipus d'obres és el llenç de l'església de San Roque en Allières, de 1871, copiant a Lorenzo di Credi. L'original conservat en el Museu del Louvre des de 1812, havia estat pintat en 1494 per a la capella Mascalzoni de l'església del convent de Cestello a Florència. Per aquest encàrrec Louise Astoud va rebre 1200 francs. L'obra encarregada en 1871 va ser instal·lada en Allières en 1877.
Va morir en 1884 als 56 anys.

## Obres

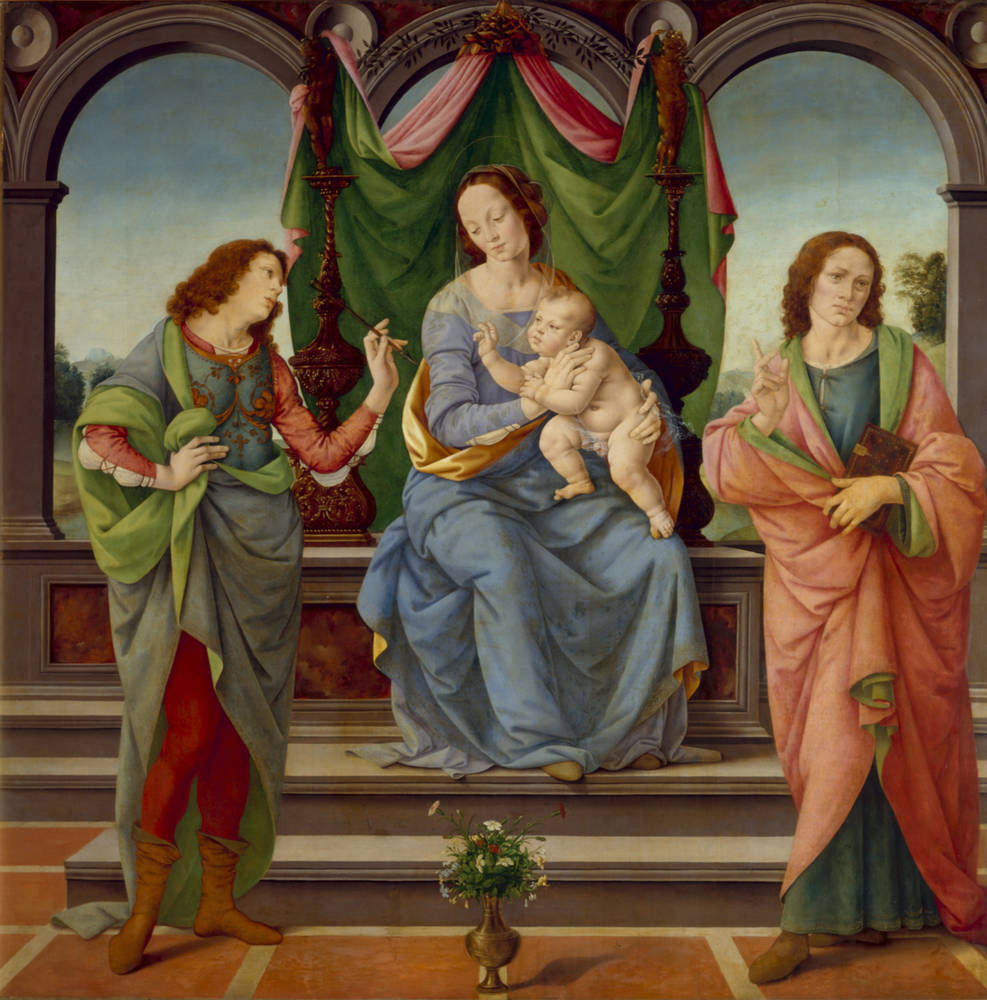
Lorenzo di Credi.

Entre les obres més representatives de Louise Astoud-Trolley, s'inclouen les següents:
- Antoine-Augustin Préault, medalló en marbre presentat en el saló de 1865 assignat al museu d'Orsay, l'obra va ser lliurada en dipòsit al Museu-palau de Versailles.[3][4]
- Elie Sorin, (1870) baix relleu en escaiola. Museu de Belles arts d'Angers, 45 cm de diàmetre.[5]
- Retrat de Beethoven. Placa commemorativa de bronze, conservada en l'Òpera de París·.[6][7] Aquesta peça originalment dissenyada per a la biblioteca de l'òpera Garnier va ser retirada i es troba emmagatzemada.[8]

Pintures
- Jesucrist aparegut a la Magdalena (francès: Christ apparaissant à la Madeleine francès Christ apparaissant à la Madeleine) de 1866. Còpia a partir de l'original de Lesueur per a l'església de Coulonges en l'Eure.[1][9]
- Retrat de l'emperadriu Eugenia de Montijo (1869) rèplica a partir de l'original de Franz Xaver Winterhalter per a l'ajuntament de Rillieux-la-Pape en Ain.[1]  · [10]
- La Verge amb el Nen i Sant Julià i Sant Nicolau de Mira, pintura, església parroquial Saint-Roch (Sant Roque) en Allières·,[11] còpia de la composició del pintor florentíLorenzo di Credi realitzada en 1494.[12][13] La còpia instal·lada en Allieres en 1877 forma parella amb una presentació en el temple del Nen Jesús amb un Sant bisbe, que data de la segona meitat del segle xvii.[1]